# Didymosella conchicola
Didymosella conchicola is een mosdiertjessoort uit de familie van de Didymosellidae. De wetenschappelijke naam van de soort is voor het eerst geldig gepubliceerd in 1989 door Gordon.